# Луна Лу
Сузана Златановић (Београд 19. март 1970), познатија под псеудонимом Луна Лу, српска је телевизијска ауторка и колумнисткиња која се прославила радећи за Б92, а тренутно Нова С.

## Биографија

### Младост
Рођена је у Београду 19. марта 1970. године од мајке Мирјане и оца Владислава Златановића. Има млађег брата Николу.
Стекла је диплому продуцента културе на Факултету драмских уметности Универзитета у Београду.

### Каријера
Каријеру је започела 1991. године када је њена прича објављена у часопису Књижевна реч након што је однела победу на конкурсу Курс креативног писања радија Б92, а тада је такође себи доделила алијас "Луна Лу" инспирисана ликом из стрипова Делта 99. Године 1995. се појавила у култном квир филму редитеља Желимира Жилника, под називом Дупе од мрамора, који је однео награду жирија на фестивалу Теди у Берлину. Луна Лу је такође сарађивала са Срђаном Драгојевићем на филмовима Лепа села лепо горе (1996), Ране (1998), Ми нисмо анђели 2 (2005) и Ми нисмо анђели 3 (2006). Између 1994. и 1996. године је радила и као промотерка у клубу Индустрија, а колумне из тог периода, које је писала за часопис Време забаве, је сабрала у књигу Дневник Луне Лу. Такође је издала и дела Сексепистоларни роман 1997. године у сарадњи са Исидором Бјелицом и Мултиплај персоналити (енгл. Multiply Personality) 2002. године. Током 1997. и 1998. године је радила интервјуе са познатим личностима за дневни лист Демократија.
Ауторка је емисија на тему популарне културе, као што су Штиклом у врата, Глам шпајз и Гламурама, које су се емитовале на телевизији Б92.
Између 2015. и 2020. године је за редакцију Курира радила као уредник и водитељ онлајн емисије Талија, а након тога је прешла на портал Нова на којем објављује емисију Луна парк и колумну Све у свему. Године 2018. је постала лауреат награде "Драгана Ћосић" због свог доприноса модној индустрији као новинар.

## Филмови
| Год.     | Назив                         | Улога             |
| -------- | ----------------------------- | ----------------- |
| 1990.-те |                               |                   |
| 1995.    | Дупе од мрамора               | Официр            |
| 1996.    | Лепа села лепо горе           | Девојчицина мајка |
| 1998.    | Ране                          | Професорка        |
| 1999.    | Форма формалина (кратак филм) | Ћека, сликарка    |
| 2000.-те |                               |                   |
| 2004.    | Пољупци                       | Жена из филма     |
| 2005.    | Ми нисмо анђели 2             | Стилиста 1        |
| 2006.    | Ми нисмо анђели 3             | Камео             |